# Fun on a Weekend
Pour plus de détails, voir Fiche technique et Distribution.
Fun on a Weekend est un film américain réalisé par Andrew L. Stone, sorti en 1947.

## Fiche technique
- Titre : Fun on a Weekend
- Réalisation : Andrew L. Stone
- Scénario : Andrew L. Stone
- Direction artistique : Rudi Feld
- Photographie : Paul Ivano
- Montage : Paul Weatherwax
- Pays de production : États-Unis
- Format : Noir et blanc - 1,37:1
- Genre : comédie
- Durée : 93 minutes
- Date de sortie : 1947

## Distribution
- Eddie Bracken : Pete Porter alias P.P. Porterhouse III
- Priscilla Lane : Nancy Crane
- Tom Conway : Jefferson Van Orsdale Jr
- Allen Jenkins : Joe Morgan
- Arthur Treacher : Benjamin O. Moffatt
- Clarence Kolb : Quigley Quackenbush
- Alma Kruger : Mme Van Orsdale
- Russell Hicks : John Biddle
- Fritz Feld : Sergei Stroganoff
- Richard Hageman : Cyrus Cowperwaithe
- Lester Allen : le vendeur de hot dog